# Evarcha madagascariensis
Evarcha madagascariensis är en spindelart som beskrevs av Prószynski 1992. Evarcha madagascariensis ingår i släktet Evarcha och familjen hoppspindlar. Inga underarter finns listade i Catalogue of Life.